# كرمة بن سالم (أهل الريف)
كرمة بن سالم هو دُوَّار يقع بجماعة كرمة بن سالم،  تسكن ھذا الدوار غالبية من بني وكيل الدين ينتمون الىالشرفاء من نسل امنا فاطمة الزھراء رضي الله عنھا، جهة فاس مكناس في المملكة المغربية. ينتمي الدوّار لمشيخة اهل الريف التي تضم 11 دوار. يقدر عدد سكانه بـ 1164 نسمة حسب الإحصاء الرسمي للسكان والسكنى لسنة 2004.

## روابط خارجية
- البوابة الوطنية للجماعات الترابية نسخة محفوظة 12 مارس 2018 على موقع واي باك مشين.
- المندوبية السامية للتخطيط